# 和平政綱
和平政綱，中國國民黨於2016年通過的政策綱領。在黨主席洪秀柱的主導下通過，其內容支持一個中國原則的九二共識，主張台灣應主動積極謀求與中華人民共和國政府簽署和平協定，終止兩岸敵對狀態。其目的在於使兩岸和平制度化，同時與民主進步黨的台獨黨綱對抗。
在通過這個政綱後，洪秀柱前往北京，得到中國共產黨中央委員會總書記習近平的接見。但在中國國民黨內，因為這個政綱中未強調一中各表，引起吳敦義與朱立倫等人的表態反對。

## 概論
在陳水扁政府執政時期，時任中國國民黨主席的連戰於2005年訪問中國大陸，會見了時任中國共產黨中央委員會總書記的胡錦濤，首次公開提出兩岸簽定和平協定的想法。
2009年，兩岸統合學會提出一中三憲的主張，推動兩岸和平發展基礎協定的簽署。
2015年，洪秀柱成為中國國民黨的總統候選人。因為提出一中同表、終極統一與兩岸簽署和平協定等主張，引發黨內爭議，黨代表決議換柱，改由黨主席朱立倫擔任候選人。朱立倫最終敗選，國民黨喪失政權，成為在野黨。在敗選後，洪秀柱參與2016年黨主席補選，順利當選。在當選後，推動和平政綱通過。
在通過和平政綱之後，中國國民黨內也出現不同意見，吳敦義等人主張應回到一中各表立場。

## 歷史
2016年9月4日，中國國民黨召開第十九次全國代表大會第四次會議，在會議中通過和平政綱。
同年11月1日，洪秀柱至北京訪問，與中國共產黨中央委員會總書記習近平在人民大會堂會面，進行閉門會談。在會中，洪秀柱提出反對台獨，反對分離主義，並依據和平政綱的主張，希望與中華人民共和國方面簽署和平協議。習近平希望以「一個中國原則的九二共識」作為兩岸互動的基礎。11月2日，國民黨副主席詹啟賢等人，參與國共論壇。